# بخش فرانکلین (شهرستان آدامز، اوهایو)
بخش فرانکلین (به انگلیسی: Franklin Township) یک منطقهٔ مسکونی در ایالات متحده آمریکا است که در شهرستان آدامز، اوهایو واقع شده‌است.
 بخش فرانکلین ۱۴۰٫۵ کیلومتر مربع مساحت و ۱٬۱۱۰ نفر جمعیت دارد و ۲۲۳ متر بالاتر از سطح دریا واقع شده‌است.